# Слобода-Новоселицкая
Слобода-Новоселицкая (укр. Слобода-Новоселицька) — село на Украине, основано в 1653 году, находится в Овручском районе Житомирской области.
Код КОАТУУ — 1824286506. Население по переписи 2001 года составляет 47 человек. Почтовый индекс — 11160. Телефонный код — 4148. Занимает площадь 0,241 км².

## Адрес местного совета
11160, Житомирская область, Овручский р-н, с.Раковщина